# Doassansiopsis limnocharidis
Doassansiopsis limnocharidis är en svampart som först beskrevs av Raffaele Ciferri, och fick sitt nu gällande namn av Vánky 1992. Doassansiopsis limnocharidis ingår i släktet Doassansiopsis och familjen Doassansiopsidaceae.   Inga underarter finns listade i Catalogue of Life.